# Мартиніка

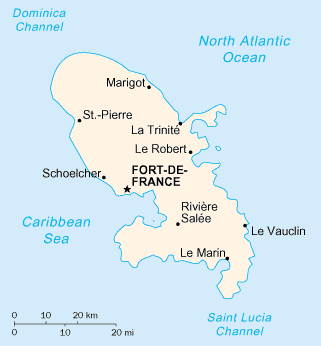
Карта Мартиніки

Мартині́ка (фр. Martinique, кариб. Madinina) — володіння (заморський департамент) Франції на однойменному острові в групі Малих Антильських островів у Карибському морі Атлантичного океану.
Площа острова становить 1079 км².
Населення становить 381,4 тис. осіб (1999; 320 тис. в 1979 р.), переважно чорношкірі та мулати.
Офіційна мова — французька. Основна релігія — католицизм.
Столиця — Фор-де-Франс. В адміністративному плані Мартиніка поділяється на 2 округи:
- Північний
- Південний

Управління департаментом здійснює префект, який назначається урядом Франції. Є виборчий орган самоуправління — Генеральна рада, що вибирається населенням острова на шість років. У парламенті Франції Мартиніка представлена трьома депутатами в Національних зборах та двома — в сенаті.

## Географія

### Географічне розташування
Острів омивається на сході Атлантичним океаном, на заході Карибським морем, на півночі протокою Мартиніка, на півдні протокою Сент-Люсія. Західний берег порізаний слабко, добрі гавані є тільки в затоці Фор-де-Франс. Східні та південні береги порізані сильно, але вхід в бухти перегороджує широка смуга рифів.

### Рельєф

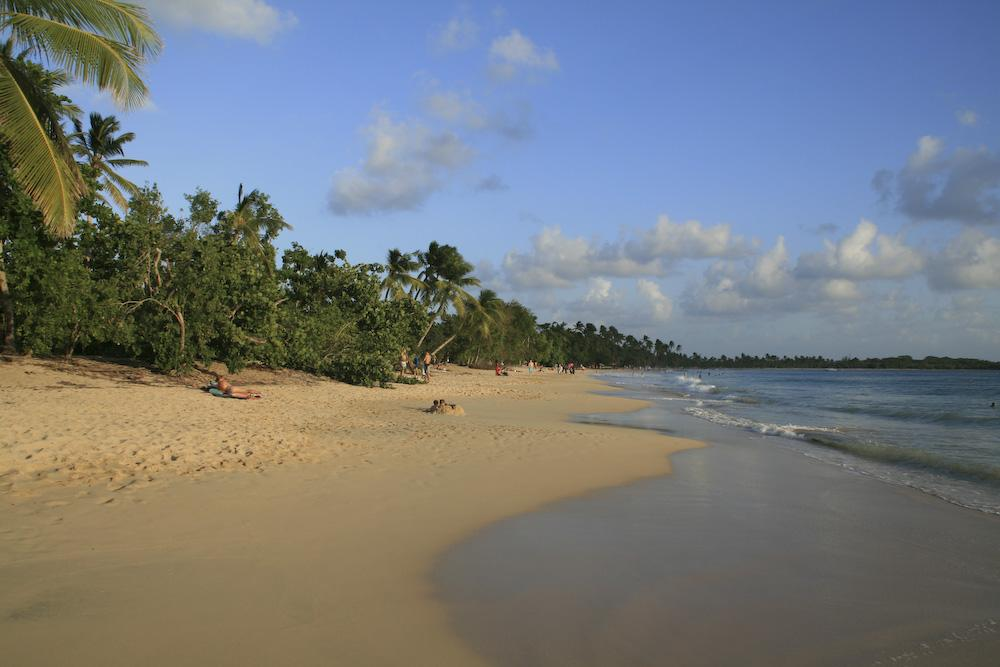
Мартиніка

Острів складений вулканічними породами. Погорбована рівнина поділяє його на 2 частини: південну, менш високу (висотою до 500 м), та північну, зайняту гірськими масивами та вулканами, серед яких — діючий вулкан Монтань-Пеле, висотою 1397 м.

### Клімат
Клімат тропічний, пасатний. Середні місячні температури 24—27 °C. Опадів від 1500 до 2000 мм за рік. Дощовий сезон (з грозами та ураганами) — з липня по листопад.

### Гідрографія
Річки невеликі та несудноплавні.

### Флора та фауна
Схили гір вкриті тропічними лісами. До висоти 1200 м поширені пальми, червоне та трояндове дерева, деревоподібні папороті, вище — капустяна пальма. Прибережні райони вкриті мангровими заростями.
Фауна острова відноситься до Антильської зоогеографічної підобласті.

## Історія

### Відкриття
Острів відкритий Христофором Колумбом у 1502 році. В 1635 році на острові висадились французи під командуванням П.Белена д'Еснамбюка (губернатора острова Сент-Крістофер). Заселення французами супроводжувалось винищенням місцевих карибських племен. З 1664 року Мартиніка знаходилась під управлінням Вест-Індійської компанії.

### Французька колонія
1674 року острів перейшов у власність французької колонії. Неодноразово островом намагались заволодіти англійці, під їхньою владою він був у 1762–1763, 1794—1802 та 1809–1814 роках (хоча фактично англійська окупація продовжувалась до 1816 року).
Дружина Наполеона імператриця Жозефіна Богарне народилася на Мартиніці. Будинок, де вона провела дитячі роки, зараз обладнаний під музей, де серед експонатів можна побачити шлюбний контракт Наполеона і Жозефіни з підписами молодих.
Французькі переселенці культивували цукрову тростину, бавовник та каву, які мали попит у Європі. На плантаціях працювали негри-раби, яких завозили із Африки. Численні повстання рабів жорстоко придушувались колонізаторами (перші великі повстання проходили в 1657 та 1665 роках). Особливого розмаху рух проти рабства досяг в першій половині XIX ст. У 1848 році рабство було скасоване, але земля залишалась в руках білих колонізаторів.
Після падіння у Франції Другої імперії 1870 року жителі острова були формально зрівняні у виборчих правах з населенням метрополії. Мартиніка отримала представництво у французькому парламенті. На острові стали розвиватись капіталістичні відносини. Однак господарювання колонізаторів вело до односторонності економіки, до розвитку тільки тих галузей, продукція яких йшла на експорт.
До кінця XIX ст. було побудовано низку підприємств із переробки сільськогосподарської продукції. Експлуатація робітників викликала страйки працівників окремих підприємств у 1881, 1884 роках та загальні страйки в 1900, 1905, 1912 та 1916 роках. На початку XX ст. почали діяти профспілки та політичні партії. Піднесення робітничого руху в 1935 році, яке почалося зі страйку сільськогосподарських працівників, призвело до важливих соціальних перемог — восьмигодинного робочого дня та розширених прав профспілок.

### Заморський департамент
Під час Другої Світової війни Мартиніка в 1940—1943 роках перебувала під владою режиму Віші. Вийшла з-під влади в 1943 році в результаті повстання, визнавши Французький комітет національного звільнення. Боротьба народу острова за ліквідацію колоніального режиму примусила правлячі кола Франції надати Мартиніці в 1946 році статус «заморського департаменту». Однак це не призвело до якихось істотних змін ні в політиці, ані в області економіки. Призначений французьким урядом префект мав на ділі права губернатора колонії. Посади в державних установах займали переселенці з Франції. Вони отримували низку переваг, зокрема добавку до заробітної платні.
Франція зберегла контроль над зовнішньою торгівлею Мартиніки. Сільське господарство залишалось орієнтованим на вирощування тільки експортних культур, промисловість переважно на первинну обробку цукрової тростини. Населення відчувало гніт як французьких, так і місцевих чиновників, що призвело до посилення класової боротьби. Антиколоніальний рух очолює Мартинікська комуністична партія, яка сформувалась 1957 року.
Французький уряд намагався придушити народні бунти. Так, для ліквідації безробіття воно запропонувало еміграцію мартинікців до метрополії. З 1961 року еміграція стала плануватись офіційно. В 1963 році було створено у Франції спеціальне Бюро міграції із «заморських департаментів». У Франції емігранти із таких департаментів використовувались на некваліфікованій низькооплачуваній роботі. В прошарках емігрантів виникають антиколоніальні організації (наприклад, Об'єднання мартинікських емігрантів), які у боротьбі підтримували антиколоніальні сили у своїх країнах.
На початку 1960-х років на острові посилились урядові репресії проти національно-демократичних сил. Відповіддю ставали демонстрації протесту проти колоніального гніту (1961 та 1962 роки), страйки (1961, 1963 та 1965 роки), створення в 1961 році Фронту захисту демократичних свобод. Антиколоніальні сили об'єднались у боротьбі за автономію. Програма автономії передбачала створення на острові асамблеї, яка вибиралася б загальним голосуванням, виконавчого органу, який би відповідав перед асамблеєю, та органу співпраці із Францією. В області економіки планувалось провести аграрну реформу, індустріалізацію та вільну торгівлю з іншими країнами.

## Адміністративний поділ
| №     | Округ        | Адміністративний центр | Площа, км² | Населення (2011) | Щільність, осіб/км² |
| ----- | ------------ | ---------------------- | ---------- | ---------------- | ------------------- |
| 1     | Фор-де-Франс | Фор-де-Франс           | 171        | 163 654          | 957,04              |
| 2     | Ла-Трино     | Триніте                | 338        | 84 018           | 248,57              |
| 3     | Ле-Марен     | Ле-Марен               | 409        | 121 136          | 296,18              |
| 4     | Сен-П'єр     | Сен-П'єр               | 210        | 23 483           | 111,82              |
| Разом | Разом        | Разом                  | 1128       | 392 291          | 347,78              |

## Цікаві факти
- На Мартиніці відбувалися зйомки деяких сцен фільму «Афера Томаса Крауна» (1999). Будинок, який використовується як карибська резиденція Томаса Крауна, належить одній з 30 родин, що оселилися на Мартиніці в 17 столітті.
- П'єр-Поль Мерсьє де Ла Рів'єр де Сен-Медар — інтендант (губернатор) Мартиніки, у 1759—1764 рр., є автором наукової роботи «Природний порядок», 1767 р., завдяки якій він швидко отримав славу поборника економічної свободи; повна назва «L'Ordre naturel et essentiel des sociétés politiques» — «Природний та сутнісний порядок політичних суспільств»; внаслідок впровадження політики економічної свободи де ла Рів'єру вдалося швидко відновити зруйновану англійцями економіку острова.